# Голубенко, Валентин Алексеевич
Валенти́н Алексе́евич Голубе́нко (8 октября 1940, Днепропетровск — 2 октября 2023) — советский и российский актёр театра, кино и дубляжа. Заслуженный артист Российской Федерации (2002).

## Биография
Валентин Голубенко родился 8 октября 1940 года в Днепропетровске, УССР. В детстве мальчика считали «угрюмым и шальным»: ещё учась в седьмом классе, он без согласия родителей уехал покорять целину, вернулся с почётной грамотой и профессией.
Знакомство с театром у Валентина произошло случайно: друг привел его на репетицию драмкружка. Один из юных актёров не пришёл, и руководитель кружка, Лев Лемке (тогда обычный студент), предложил Валентину прочитать роль по книжке. Потом попросил приходить ещё… В итоге в 1961 году Голубенко окончил Харьковский театральный институт (курс В. Н. Чистяковой) и стал актёром Севастопольского театра Черноморского флота. В 1968 году перешёл в труппу Центрального театра Советской Армии (ныне — Центральный академический театр Российской армии).
Во время одних из гастролей в Москве актёра приметили кинематографисты. С середины 1960-х Валентин начал появляться в кино в небольших ролях бандитов-разбойников. В процессе работы киноактёром у Голубенко возникали проблемы с режиссёром-парторгом, с начальником актёрского отдела «Мосфильма», так, что он даже подумывал бросить карьеру и несколько лет работал рыбаком, но в итоге, не без помощи друзей, вернулся на съёмочную площадку. С начала 1990-х годов занимался дубляжом иностранных кинокартин.
В конце сентября 2023 года актёр был госпитализирован и помещён в реанимацию одной из московских больниц из-за многоочагового поражения головного мозга.
Скончался 2 октября 2023 года от дисциркуляторной энцефалопатии, в реанимации, не дожив шести дней до своего 83-го дня рождения. Похоронен на Шереметьевском кладбище в городе Долгопрудный Московской области.

## Фильмография
- 1965 — Одиночество — верзила
- 1965 — Пакет — Голубенко, красноармеец
- 1967 — Железный поток — Смолокуров
- 1967 — Майор Вихрь — гестаповец
- 1968 — Дом и хозяин — лесоруб (в титрах не указан)
- 1970 — Счастливый Кукушкин (к/м) — зазывала аттракциона
- 1972 — Поезд в далёкий август
- 1973 — Эта весёлая планета — участник новогоднего праздника в образе Ильи Муромца
- 1973 — Семнадцать мгновений весны — сотрудник гестапо в квартире напротив конспиративной, в которую пришёл профессор Плейшнер (эпизод в 7 и 9 сериях)
- 1974 — С весельем и отвагой — Афоня
- 1975 — Здесь проходит граница — Дзюба (только в 1-й серии)
- 1976 — Принцесса на горошине — палач
- 1977 — Обелиск — Миклашевич-старший
- 1978 — Кольца Альманзора — Рахмет, пират
- 1978 — На короткой волне — эпизод
- 1979 — Подпольный обком действует — предатель (1 серия)
- 1979 — Вкус хлеба — Федя «Феликс», досрочно освобождённый зэк
- 1979 — Вернёмся осенью — Николай Вязов, шофёр
- 1980 — Аллегро с огнём — Степан Твердохлиб, лейтенант
- 1980 — Юность Петра — палач (в титрах не указан)
- 1980 — В начале славных дел — палач (в титрах не указан)
- 1980 — Случай на фабрике номер шесть (к/м)
- 1981 — Приключения принца Флоризеля — Чёрный Сэм, помощник «Клетчатого»
- 1981 — Вам и не снилось… — перевозчик мебели
- 1981 — Мы смерти смотрели в лицо — чёрный скупщик-мародёр
- 1981 — Белый танец — Егор Евстихианович
- 1981 — Командировка в санаторий — Василий
- 1982 — Не ждали, не гадали! — Козелков, пьяница и дебошир
- 1984 — Золотые рыбки — друг Валентина
- 1984 — Зудов, вы уволены! — Сеня Жильцов
- 1984 — Невероятное пари, или Истинное происшествие, благополучно завершившееся сто лет назад — жандарм
- 1984 — Шанс — Панкратыч, строитель
- 1985 — Отряд
- 1986 — Михайло Ломоносов — мужик в тулупе (3 серия)
- 1986 — Кин-дза-дза! — охранник господина ПЖ
- 1986 — Проделки в старинном духе — Клим
- 1986—1988 — Жизнь Клима Самгина (в одном эпизоде)
- 1986 — Золотая баба — Желяй
- 1987 — Борис Годунов — эпизод
- 1987 — Ералаш (выпуск № 61, эпизод «Подвиг инспектора») — бандит с пистолетом
- 1987 — Наш черёд, ребята! — эпизод
- 1987 — Отряд специального назначения — партизан
- 1988 — Время летать — Валик, пассажир
- 1988 — Гардемарины, вперёд! — кучер
- 1988 — История одной бильярдной команды — Тарзан
- 1988 — Серая мышь — Устин
- 1989 — Имя — Лобов, старшина
- 1989 — Молодой человек из хорошей семьи — Иващенко
- 1989 — Похищение чародея — Мажей
- 1990 — Светик — Славик, помощник Николая Степановича
- 1989 (1990) — Сталинград — начальник охраны Сталина
- 1990 — Битва трёх королей
- 1990 — Десять лет без права переписки — Саркисов, водитель Берии
- 1991 — Кошмар в сумасшедшем доме — актёр
- 1991 — Привал странников — лже-майор
- 1992 — Дикое поле — Устин
- 1992 — И возвращается ветер… — продавец газировки на пляже
- 1992 — Вверх тормашками — «Слониха-Бугай»
- 1992 — Устрицы из Лозанны — киллер, пилот вертолёта
- 1994 — Русская симфония — Гилиули
- 1994 — Мастер и Маргарита — кентурион Марк Крысобой
- 1995 — Барышня-крестьянка — Василий, кузнец
- 1996 — Последний курьер —
- 1999 — На бойком месте — Жук, слуга Бессудного
- 1999 — Семейные тайны —
- 2000 — Граница. Таёжный роман — беглый уголовник
- 2000 — Сизифов труд — директор гимназии
- 2001 — На углу, у Патриарших 2 — «Конь»
- 2002 — Азазель — Клаус (2 серия)
- 2002 — Антикиллер — Гангрена
- 2002 — Следствие ведут ЗнаТоКи. Пуд золота — бандит в наколках
- 2003 — Next 3 — Григорий Мамыкин («Мама»)
- 2003 — Антикиллер 2: Антитеррор — Гангрена, вор в законе
- 2004 — Богатство — отец Нафанаил
- 2004 — Господа офицеры — Дядя Киря, (Тимофей Кирьянович), авторитет на зоне
- 2004 — Долгое прощание — грузчик в ГУМе
- 2004 — Лола и Маркиз — эпизод
- 2006 — Виола Тараканова. В мире преступных страстей 3 — старец Варфоломей, он же рецидивист Соленый
- 2005 — Есенин — Лабутя
- 2005 — КГБ в смокинге — священник
- 2005 — Побег — генерал
- 2005 — Сыщики 4 — Хряков (7 серия)
- 2007 — Эксперты — Зырянов (12 серия)
- 2007 — Королёв — бригадир
- 2007 — Репортёры — Борис
- 2008 — Знахарь — дядя Паша (Павел Иванович Григорьев), «вор в законе»
- 2008 — Смерть шпионам. Крым — охранник
- 2009 — Самый лучший фильм 2 — Петренко
- 2006 — Парижане — «Гильза»
- 2010 — Если небо молчит —
- 2010 — Большая нефть — дядя Вася, Васька Кривой
- 2011 — Москва. Центральный округ 3 — Фёдор Ильич, сосед убитого (4 серия)
- 2011 — Первый русский — милиционер
- 2012 — 2013 — Кухня 2 — банщик (26)
- 2012 — Звено — Дядя Коля
- 2013 — Шулер — Панас
- 2013 — Трудно быть богом — Арата
- 2013 — Клянёмся защищать — «Галчонок», старый вор в законе
- 2014 — Невероятные приключения Алины — Ковальский, ювелир

### Продюсер
- 1993 — Ожидая груз на рейде Фучжоу возле Пагоды (сопродюсер)